# Philostorgius
Philostorgius (grekiska: Φιλοστοργιος, Filostorgios), född omkring år 368, död omkring år 439, var en så kallad anomeansk kyrkohistoriker (anomoeanismen ifrågasatte den trinitariska teologin och förhållandet mellan Gud Fader och Kristus och ansågs kättersk av trinitariska kristna). Inte mycket information finns om hans liv förutom att han föddes i Borissus i Kappadocien som son till Eulampia och Carterius
 och att han levde senare delen av sitt liv i Konstantinopel.
Philostorgius skrev om den arianska kontroversen i sitt verk Kyrkans historia, av vilket endast ett sammandrag av Photios har överlevt, liksom en avhandling mot Porphyrios, vilken är förlorad.